# زیردریایی یو-۹۱ (۱۹۴۱)
زیردریایی یو-۹۱ (۱۹۴۱) (به انگلیسی: German submarine U-91 (1941)) یک زیردریایی بود که طول آن ۶۷٫۱ متر (۲۲۰ فوت ۲ اینچ) بود. این زیردریایی در سال ۱۹۴۰ ساخته شد.